# Mulieris dignitatem
Mulieris dignitatem – list apostolski Jana Pawła II o godności i powołaniu kobiety, wydany 15 sierpnia 1988, z okazji Roku Maryjnego. Jest to pierwszy wielkiej rangi dokument papieski w całości poświęcony kwestii współczesnej kobiety.

## Struktura
List składa się z 31 punktów, rozłożonych w dziewięciu rozdziałach: I. Wprowadzenie (1-2); II. Niewiasta - Bogarodzica (Theotókos) (3-5); III. Obraz i podobieństwo Boga (6-8); IV. Ewa - Maryja (9-11); V. Jezus Chrystus (12-16); VI. Macierzyństwo - dziewictwo (17-22); VII. Kościół - Oblubienica Chrystusa (23-27); VIII. Największa jest miłość (28-30); IX. Zakończenie (31).

## Kontekst powstania
List apostolski Mulieris dignitatem był poprzedzony przeżyciem Roku Maryjnego, wydaniem encykliki Redemptoris Mater i VII Zwyczajnym Zgromadzeniem Generalnym Synodu Biskupów w Rzymie (1987), poświęconym Powołaniu i misji świeckich w Kościele i w świecie dwadzieścia lat po Soborze Watykańskim II, w którym uczestniczyła też 22 osobowa grupa kobiet. Kobiety stanowią ogromną część laikatu w Kościele, ich czynny udział w życiu Kościoła i jego misji jest niekwestionowany. Mają one jednak czasami odczucie, że nie są traktowane tak w Kościele, jak w świecie, na równych prawach; niekiedy czują, że są nawet dyskryminowane. Słuszne więc było zajęcie się Synodu Biskupów kwestią laikatu, ze szczególnym uwzględnieniem kobiety, którego swoistym echem (a nie owocem prac) stał się list apostolski o godności i powołaniu kobiety.

## Syntenza myśli papieskiej
Autor Mulieris Dignitatem źródeł godności i powołania kobiety szuka w Objawieniu Bożym. Najpierw naprowadza na lekturę bliblijnego "początku", zapisanego w Rdz 1, 27, by stwierdzić ten sam "obraz i podobieństwo Boga" w człowieku - mężczyźnie i kobiecie. Następuje potem ontologiczno-statyczna interpretacja tego obrazu-podobieństwa, ukazująca w mężczyźnie i kobiecie rozum i wolę, a następnie funkcyjno-dynamiczna, podkreślająca ich zdolność do poznania i miłowania się wzajemnego. Mężczyzna i kobieta nie mogą żyć "samotnie", są powołani do bytowania jako "jedność dwojga" we wspólnym człowieczeństwie, czyli w relacji do siebie i dla siebie: kobieta jest drugim "ja" mężczyzny (por. Rdz 2, 23). W nowotestamentalnej z kolei interpretacji obrazu-podobieństwa wpomniana "jedność dwojga" wskazuje na to, że w stworzenie człowieka - mężczyzny i kobiety - zostało wpisane pewne podobieństwo do Boskiej komunii, poprzez którą trzy Osoby Boskie miłują się w wewnętrznej tajemnicy jednego życia Bożego (por. 1 J 4, 14). To podobieństwo w miłości zostało już od "początku" wpisane w człowieka - mężczyznę i kobietę - jako właściwość ich bytu osobowego, jako dar, a równocześnie jako wezwanie i zadanie. Jest ono fundamentem całego etosu ludzkiego, w którym znane i szanowane są godność i powołanie kobiety, tak jak szanowane są w przypadku mężczyzny.